# Tomislav Sunić
Tomislav "Tom" Sunić, född 3 februari 1953 i Zagreb i Jugoslavien, är en kroatisk-amerikansk högerradikal skribent översättare och tidigare professor i statsvetenskap. Han är mest känd för sitt kritiska arbete om egalitarism, demokrati, mångkulturalism, biblisk monoteism och liberal-politisk diskurs. Han är aktiv inom Nouvelle Droite/Nya högern-rörelsen i Europa, och har översatt flera böcker av Alain de Benoist till engelska. Politiskt ligger han dock närmre Guillaume Faye som anser att islam, inte amerikanskt inflytande, utgör det stora fienden för Europa. Sunic har flera gånger talat på festivaler och konferenser arrangerade av nynazistiska grupper eller personer med kopplingar till nynazismen.